# 182 (číslo)
Sto osmdesát dva je přirozené číslo, které následuje po čísle sto osmdedesát jedna a předchází číslu sto osmdesát tři. Římskými číslicemi se zapisuje CLXXXII.

## Chemie
- 182 je nukleonové číslo třetího nejběžnějšího izotopu wolframu.[1]

## Matematika
- nešťastné číslo
- nepříznivé číslo
- deficientní číslo

- v devítkové soustavě se skládá ze stejných číslic (2229)

## Doprava
- Silnice II/182 je česká silnice II. třídy vedoucí na trase Stod – Merklín – silnice I/27 – Měčín – Petrovice[2]

## Astronomie
- 182 Elsa je planetka hlavního pásu.

## Roky
- 182
- 182 př. n. l.